# طارق أونلو أوغلو
طارق انلو اغلو (بالتركية: Tarık Ünlüoğlu)‏ (16 نوفبر 1957- 1 اكتوبر 2019) ولد في ولاية إزمير التركية، تخرج من مدرسة إزمير ناميك كمال الثانوية، وقد التحق بالمعهد الحكومي بجامعة هاسيتيب في أنقرة.
بعد دراسة الأوبرا لمدة عام، انتقل إلى قسم المسرح، وقد أمضى أكثر من 20 سنة من عمره على خشبة المسرح، تم تعينه مديرًا لمسرح اسطنبول، بالإضافة إلى كونه ممثل مسرحي معروف فهو ايضًا ممثل تلفزيوني وسينمائي ومدبلج تلفزيوني هام.

## حياته
تزوج من جوليناي كالكان (متزوج 2013)

## وفاته
توفي الممثل طارق اونلو اوغلو عن سن تناهز ال 61 سنة بعد صراع طويل مع مرض رئوي حاد.

## المسلسلات
- وادي الذئاب 2003
- الأب 2007
- كاسر الأمواج 2008
- أمي الملاك 2008 – 2010
- أوروبا أوروبا 2011 – 2013
- قصة يوسف 2014
- قطاع الطرق لن يحكموا العالم 2015 – 2016

## الأعمال السينمائية
- نصفي الثاني 2009
- للأسف 2011
- نمر برلين 2011
- للأسف 2 2014
- محاضرة تيمور 2015
- الطريق 2015

## المواقع الرسمية
- https://www.sinemalar.com/sanatci/42069/tarik-unluoglu
- https://www.diziler.com/kisi/tarik-unluoglu
- http://www.sinematurk.com/kisi/3615-tarik-unluoglu/